# 최소은 (2001년생 배우)
최소은(2001년 9월 19일~)은 대한민국의 배우이자 모델이다. 2016년 7월에 모 단행본 패션 잡지의 공동 표지 모델에 발탁되면서 모델로 처음 입문했다.

## 학력
- 성신여자대학교 미디어영상연기학과[2] (재학)

## 주요 출연작

### 연기 활동

#### 드라마
- 2022년 ~ 2023년 KBS1 저녁 일일연속극 《내 눈에 콩깍지》 ... 김도영 역

### 이외 활동

#### TV 예능
- 2018년 M-net 금요 음악 예능 오디션 《프로듀스48》